# إميل شتاينباخ
إميل شتاينباخ (بالألمانية: Emil Steinbach)‏ (و. 1846 – 1907 م) هو قانوني، وسياسي، واقتصادي، وقاضي نمساوي مجري، ولد في فيينا، توفي عن عمر يناهز 61 عاماً.

## مناصب
تولى منصب وزير المالية ‏ (1891–1893)
- رئيس المحكمة العليا العدل ‏
- Judge at the Supreme Court of Justice ‏

.

## التعليم
تعلم في جامعة فيينا
.